# Алтухов Юрій Петрович
Алтухов Юрій Петрович (нар. 11 жовтня 1936 — пом. 27 жовтня 2006) — радянський і російський учений-генетик. Академік РАН (1997), член-кореспондент АН СРСР (1990), доктор біологічних наук (1973), професор (1976), заслужений професор МДУ (1999). Директор Інституту загальної генетики ім. М. І. Вавилова РАН в 1992—2006 роках. Лауреат Державної премії Російської Федерації в галузі науки і техніки (1996).
Ю. П. Алтухов був віце-президентом Всесоюзного Товариства генетиків і селекціонерів, був членом редколегій ряду закордонних наукових журналів, головним редактором журналу «Успіхи сучасної біології», заступником головного редактора журналу «Генетика».
Автор гіпотези генетичного мономорфізму.